# Alafia zambesiaca
Alafia zambesiaca är en oleanderväxtart som beskrevs av F.K. Kupicha. Alafia zambesiaca ingår i släktet Alafia och familjen oleanderväxter. Inga underarter finns listade i Catalogue of Life.